# Rhinolophus silvestris
Rhinolophus silvestris es una especie de murciélago microquiróptero de la familia Rhinolophidae.

## Distribución
Se encuentra en República del Congo y Gabón. 

## Hábitat
Su hábitat natural son las tierras bajas húmedas subtropicales o tropicales bosques, y cuevas.

## Estado de conservación
Se encuentra amenazada de extinción por la pérdida de su hábitat natural.